# Сцевола
Сцевола (лат. Scaevola) — рід рослин з Австралії і островів Тихого океану, відноситься до родини Гуденієві.
Серед представників роду є багаторічні вічнозелені трави, напівчагарники і чагарники, невеликі дерева. Листя нерідко великі і м'ясисті, квітки блакитного кольору, плоди дрібні, білі, ягодоподібні.
Багато видів зустрічаються на піщаних і скелястих морських узбережжях Австралії і тихоокеанських атолів.
Відомо близько ста видів.
Деякі види використовуються в декоративному садівництві.